# Петерсен, Ольга
Ольга Петерсен (родилась 12 сентября 1982 года в Омске, РСФСР, СССР) — немецкий политик от партии «Альтернатива для Германии». Она являлась членом Гамбургского парламента с 2020 года, откреплена от фракции АдГ с мая 2024 года.

## Биография
Ольга Петерсен родилась в 1982 году в сибирском городе Омске в семье этнических немцев. В 16 лет она вместе с семьёй переехала в Гамбург. Петерсен прошла обучение на фельдшера.
До конца 2021 года Петерсен была экспертом в государственном совете АдГ в Гамбурге и заместителем председателя в окружном совете Харбурга. На выборах в Гамбурге в 2020 году она была избрана членом земельного совета, набрав 4018 голосов. В мае 2024 года парламентская группа АдГ исключила Петерсен после того, как та назвала президентские выборы в России 2024 года свободными и справедливыми. Процесс исключения из партии продолжается.
Петерсен выступает против школьного экологического образования, которое, по её мнению, изображает дизельное топливо как зло, против образования в области питания, которое, по её словам, работает со списком разрешенных начинок для хлеба, и против того, что считает преждевременным половым воспитанием в школах. Она отвергает «левую гендерную политику» и не считает миграцию специалистов подходящим решением проблемы нехватки врачей в Германии. Она считает обязательные прививки «инвалидизацией граждан». Она выступает за облегчение финансового бремени для внештатных акушерок.
В 2021 году такие наблюдатели, как журналист TAZ Андреас Шпейт, отнесли Петерсена к «правому экстремистскому» крылу в АдГ.
В июне 2022 года Петерсен вместе с активными и бывшими членами Бундестага от АдГ основала в Хемнице «Ассоциацию по защите дискриминации и исключения русско-немцев и русскоязычных сограждан в Германии» (Vadar eV). Согласно реестру ассоциации, в число основателей Вадара входят заместитель федерального казначея АдГ Гаральд Вейель, член Бундестага от АдГ Евгений (Ойген) Шмидт, бывший член Бундестага Ульрих Эме, а также Владимир Сергиенко и Гуннар Линдеманн. По собственным заявлениям, ассоциация финансировала юридическое представительство пророссийской влиятельной персоны Алины Липп и выступает против запрета Германии на символ Z. В Telegram ассоциация отрицает военные преступления, совершенные российской стороной в российско-украинской войне.
Согласно исследованию Correctiv, в сентябре 2022 года Петерсен поделилась в Facebook статьей, которая являлась частью российской дезинформационной кампании о том, что предполагаемое оружие, предназначенное для Украины, оказалось на чёрном рынке в Германии.

## Бегство в Россию
7 мая 2024 года было объявлено, что Ольгу Петерсен исключили из гамбургской парламентской группы АдГ. Российское информационное агентство сообщило, что Петерсен бежала в Россию, потому что она подвергалась политическому преследованию в Германии.
Ольга Петерсен, несмотря на исключение из фракции и переезд в Россию, на выборах в парламент города Гамбурга набрала достаточно голосов для получения нового мандата, сообщила 12 июня 2024 года газета Bild..
Петерсен разведена, у неё четверо детей.